# ريتشارد فرايداي
ريتشارد فرايداي (بالإنجليزية: Richard Emeka Friday) هو لاعب كرة قدم نيجيري، ولد في 16 فبراير 2000 في أبوجا في نيجيريا. لعب مع نادي سبارتاكس يورمالا ونادي ليبايا.